# 福原村 (愛知県)
福原村（ふくはらむら）は、かつて愛知県西加茂郡にあった村。
現在の豊田市の一部（上仁木町・小原北町・川見町・柏ケ洞町・雑敷町・前洞町・大ケ蔵連町・小原田代町など）に該当する。

## 歴史
- 1880年（明治13年） - 市野々村が東市野々村に改称する。
- 1889年（明治22年）10月1日 - 上仁木村、東市野々村、北村、川見村、柏ヶ洞村、雑敷村、前洞村、大ヶ蔵連村、小村、田代村が合併し、福原村が発足。
- 1906年（明治39年）7月1日 - 豊原村、清原村、本城村と合併し、小原村が発足。同日福原村は廃止。